# Alcoy (Filippine)
Alcoy è una municipalità di quinta classe delle Filippine, situata nella Provincia di Cebu, nella Regione del Visayas Centrale.
Alcoy è formata da 8 baranggay:
- Atabay
- Daan-Lungsod
- Guiwang
- Nug-as
- Pasol
- Poblacion
- Pugalo
- San Agustin

## Società

### Evoluzione demografica
Abitanti censiti:
Abitanti censitiAnno030006000900012.00015.00018.0001903193919601975199020002010Popolazione